# L'Art de ne pas donner d'étrennes
L'Art de ne pas donner d'étrennes est un à-propos-vaudeville en un acte d'Eugène Labiche, en collaboration avec Auguste Lefranc, représenté pour la première fois à Paris au Théâtre du Gymnase le 29 décembre 1847.
Il a paru aux éditions Beck.

## Distribution
| Acteurs et actrices ayant créé les rôles          |                   |
| Personnage                                        | Acteur ou actrice |
| Thouvenel, négociant                              | Geoffroy          |
| Dupiton, son associé                              | M. Sylvestre      |
| De Pontradi, propriétaire (costume de vieux lion) | Gil-Pérès         |
| Mme Rose Dupiton                                  | Anna Chéri        |
| Mme Eugénie Thouvenel                             | Mlle Kœler        |